# Ficus inamoena
Ficus inamoena är en mullbärsväxtart som beskrevs av Paul Carpenter Standley. Ficus inamoena ingår i släktet fikonsläktet, och familjen mullbärsväxter. Inga underarter finns listade i Catalogue of Life.